# Stav (biologi)

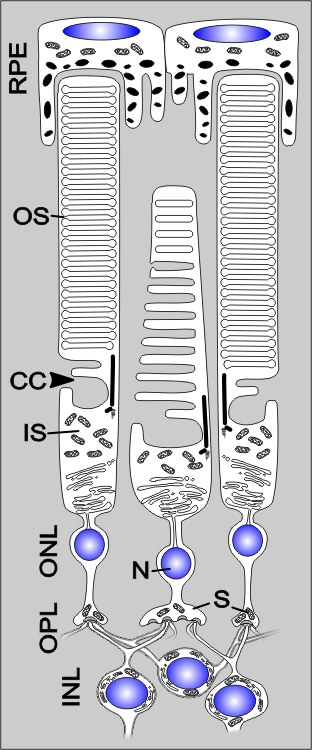
Stavar och tappar.

Stavar betecknar den ena av de två typerna av synceller i näthinnan hos ryggradsdjur. I motsats till tapparna är de känsliga bara för ljusstrålningens intensitet och kan inte ge hjärnan information om dess frekvens. De ser alltså inte färger, utan i svart-vitt.

## Anatomi
Stavar och tappar ligger inbäddade i det retinala pigmentepitelet (RPE, se figur), som genom fagocytos resorberar syncellernas gamla avsnörpta delar. Det är bitar av syncellernas yttre segment (OS, outer segment). Här finns det ljuskänsliga opsin på ett tusental membranskivor.